# 高體電燈魚
高體電灯鱼（学名：Electrona risso）为輻鰭魚綱燈籠魚目灯笼鱼科的其中一種，分布於大西洋及西太平洋海域，屬深海魚類，棲息深度90-820公尺，體長可達8.2公分。

## 扩展阅读
維基物種上的相關：高體電灯鱼